# (29665) 1998 WD24
A (29665) 1998 WD24 a Naprendszer kisbolygóövében található aszteroida. A LINEAR projekt keretében fedezték fel 1998. november 25-én.